# تترای لیمویی
تترای لیمویی ( Hyphessobrycon pulchripinnis ) گونه ای از ماهیان گرمسیری آب شیرین است که خاستگاه آن از آمریکای جنوبی سرچشمه می‌گیرد و متعلق به خانواده کاراسینان است. تترای لیمویی یک تترای کوچک است که تا ۵ سانتیمتر رشد می‌کند. این ماهی یک ماهی آکواریومی محبوب در کل دنیاست است که در سال ۱۹۳۲ به دوستاران آکواریوم معرفی شد.

## ویژگی‌ها
تترای لیمویی از گونه های ماهی رودخانه آمازون است که ابتدا از حوضه ریو تاپاخوس، نزدیک سانتارم، برزیل جمع‌آوری شده است. این ماهی را می‌توان در ریو تاپاخوس و نواحی آمازون در این منطقه یافت (ریو تاپاخوس به آمازون در سانتارم می پیوندد).
باز شدن تخم‌های تترای لیمویی در دمای ۲۸ درجه سانتیگراد تقریباً ۷۲ ساعت طول می‌کشد. بچه‌های تازه از تخم در آمده ۲۴ تا ۴۸ ساعت بعد کیسه زرده را جذب می کنند و سپس بصورت آزاد شنا میکنند. در این مرحله، بچه ها باید با غذای مخصوص بچه ماهی تغذیه شوند و عوض کردن مکرر و جزئی آب (حدود ۱۰ درصد حجم آکواریوم هر ۲۴ تا ۴۸ ساعت) آغاز می شود. پس از ۷ روز، بچه تتراها آماده تغذیه با آرتمیای تازه از تخم درآمده هستند. به نظر می رسد که در ابتدا بدن بچه تتراها به استثنای چشم‌هایشان تقریباً شفاف است و این شرایط تا ۴ الی ۶ هفته ادامه دارد. پس از این دوره ماهی ها آماده تغذیه با دافنی هستند. دمای نگهداری برای بچه ماهی باید با دقت و به آرامی به حدود ۲۵ درجه سانتیگراد کاهش یابد. هنگامی که ماهی ها در حال تبدیل به نسخه های مینیاتوری بزرگسالان هستند و حدود حداکثر دو هفته بعد از آن اولین نشانه های رنگ سیاه روی باله ها خود را نشان می‌دهند، یعنی تا حدود ۱۲ هفتگی. تا رسیدن به بلوغ جنسی (تقریباً ۸ تا ۹ ماه پس از تولد) مرز سیاه روی باله مقعدی به یک تمایز جنسیتی و مشخص و قابل اعتماد تبدیل می شود.

## بیشتر ببینید
- List of freshwater aquarium fish species